# 민난인

민남어 분포

민남인(閩南人, 백화자: Bân-lâm-lâng)은 남방 한족의 일파로, 넓게는 현재 복건성 남동부에 해당하는 민남(閩南) 지역에 기원을 두고 민남어를 구사하는 민족 전체를 가리키기도 하고 좁게는 민남어의 한 방언인 호키엔어(Hokkien)를 사용하며 동남아시아 등지에 널리 화교 공동체를 형성한 집단만을 가리키기도 한다. 복건인(福建人, Hok-kiàn-lâng)이나 복로인(福佬人, Ho̍h-ló-lâng)이라고도 한다.
복건성 이외에도 민남인은 대만 본성인의 다수를 차지하며(나머지는 객가인), 또한 말레이시아, 싱가포르 등 여러 지역의 화교 공동체 또한 상당수가 민남인 출신이다.
민남어 중에서도 특히 '복건어'(Hokkien)라고 불리는 천장(泉漳) 방언을 사용하며 대만어가 그 방언의 일종이다. 한편 조산(潮汕) 방언을 쓰는 민남인들은 조산인(潮汕人)이라고 구분하여 부르기도 한다.

## 같이 보기
- 민남어
- 대만인
- 객가인